# José Moscardó

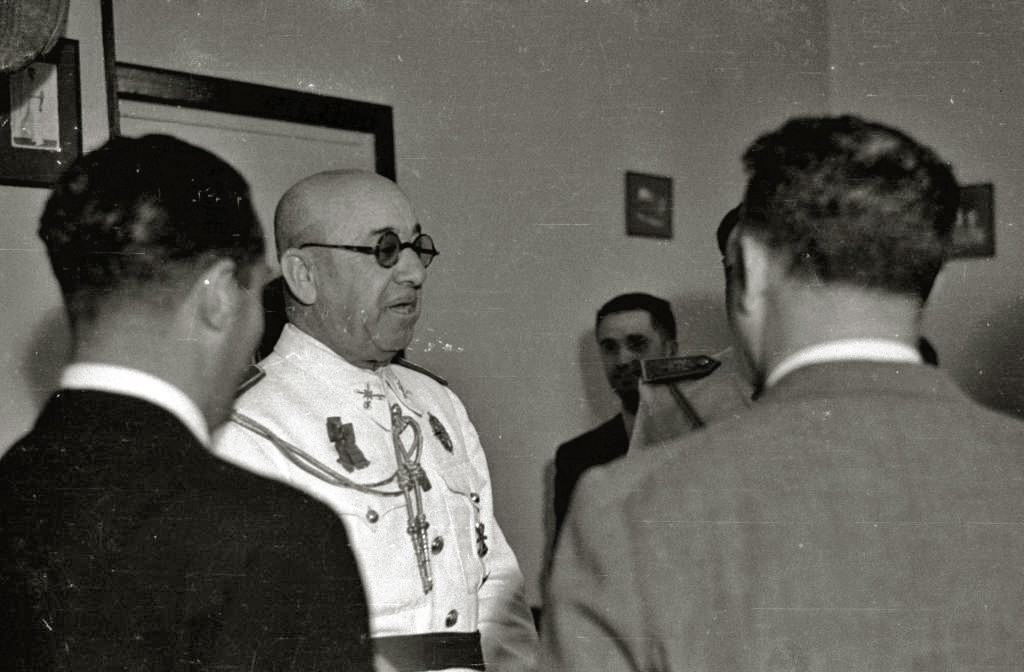
José Moscardó (1941)

José Moscardó Ituarte (* 26. Oktober 1878 in Madrid; † 12. April 1956 ebenda) war ein spanischer General und Militärgouverneur der Provinz Toledo während des Spanischen Bürgerkriegs. Er kämpfte auf der Seite der franquistischen Truppen gegen die republikanische Regierung.

## Leben
Moscardó wurde 1878 in Madrid geboren. Er begann 1896 ein Studium an der Infanterieschule von Toledo und wurde im folgenden Jahr als Leutnant ausgemustert. Im Jahr 1929 wurde er zum Direktor der María Cristina Infanterieschule von Toledo ernannt. Im Mai 1931 wurde er Oberstleutnant und im folgenden Jahr zum Obersten befördert. Zwischen 1934 und 1935 fungierte er als Vorstand des Nationalen Sportamtes im Ministerium für Unterrichtswesen und leitete die Zentralschule für Leibeserziehung von Toledo.

### Im Bürgerkrieg
Oberst José Moscardó stellte sich im Juli 1936 als Militärgouverneur von Toledo auf die Seite der Rebellen gegen die republikanische Regierung und verschanzte sich mehrere Monate lang mit ca. 100 Offizieren und Soldaten, 800 Guardia-Civil-Männern, Falange-Mitgliedern und einer Handvoll Kadetten der Infanterieakademie von Toledo in der nahe gelegenen Festung des Alcázars. Außerdem befanden sich etwa 550 Frauen und Kinder der Kämpfer im Alcázar sowie mehrere Dutzend republikanische Geiseln, darunter der Zivilgouverneur Toledos. Moscardos Erfolg war die Verteidigung des Alcázars von Toledo während dessen Belagerung. Während der Belagerung wurde sein 16-jähriger Sohn Luis von republikanischer Seite als Geisel genommen und ermordet. Bei der Einnahme Toledos durch die nationalen Entsatztruppen unter General Varela gab es ein grausames Massaker an den republikanischen Soldaten und der Zivilbevölkerung.
Moscardó wurde im Oktober 1936 zum Brigadegeneral befördert und zum Kommandeur der nationalen „Soria“ Division ernannt, die von Norden her Anteil an der Belagerung von Madrid hatte. Anfang Januar 1937 nahmen seine Truppen an der Schlacht auf der Carretera de la Coruña und im März 1937 mit den italienischen Truppen an der Schlacht von Guadalajara teil. Danach hatte er kurzfristig das Kommando der 53. Division übernommen, bevor er im September 1937 zum Befehlshaber des Aragoneser Armeekorps ernannt wurde, mit dem er im Dezember 1938 die republikanischen Linien durchbrach und die republikanischen Truppen durch Katalonien an die französische Grenze verfolgte. Kurz vor Ende des Krieges wurde er im Februar 1939 zum Divisionsgeneral ernannt.

### Nach 1939
Nach dem Ende des Bürgerkriegs hatte Moscardo verschiedene militärische und politische Funktionen, u. a. Abgeordneter des Spanischen Parlaments. Seit 1941 war er Vorsitzender des Comité Olímpico Español, und auch Leiter der Delegación Nacional de Deportes der FET y de las JONS.

## Ehrungen
- 1955: Großkreuz des Verdienstordens der Bundesrepublik Deutschland